# NGC 5684
NGC 5684 é uma galáxia lenticular (S0) localizada na direcção da constelação de Boötes. Possui uma declinação de +36° 32' 37" e uma ascensão recta de 14 horas, 35 minutos e 50,0 segundos.
A galáxia NGC 5684 foi descoberta em 1 de Maio de 1785 por William Herschel.